# Prompsat
Prompsat is een gemeente in het Franse departement Puy-de-Dôme (regio Auvergne-Rhône-Alpes) en telt 390 inwoners (2004). De plaats maakt deel uit van het arrondissement Riom.

## Geografie
De oppervlakte van Prompsat bedraagt 4,2 km², de bevolkingsdichtheid is 92,9 inwoners per km².
De onderstaande kaart toont de ligging van Prompsat met de belangrijkste infrastructuur en aangrenzende gemeenten.

## Demografie
Onderstaande figuur toont het verloop van het inwonertal (bron: INSEE-tellingen).